# ソビエト連邦の国旗

1980年10月23日より、裏面は無地と規定された

ソビエト連邦の国旗（ソビエトれんぽうのこっき）は、金の鎌と槌と金の縁取りを持つ赤い五芒星を表示した赤旗である。赤は社会主義と共産主義の構築へ向かう、ソビエト連邦共産党に指導されたソビエト人民の果敢な闘争を、鎌と槌は労働者階級と農民との絶えざる団結を、赤い五芒星は五大陸における共産主義の最終的勝利を象徴する。

## 変遷
ソビエト連邦の公式な旗は、1922年12月に開かれた第1回全連邦ソビエト大会において制定の方針が決められた。ここでは「赤旗を党のシンボルから国家のシンボルへと変え、その旗を囲んでソビエト共和国諸国の人民が一つの国家－ソビエト社会主義共和国連邦のもとに団結する」ことが合意された。
同月30日に締結された「ソビエト連邦の結成に関する条約」の第22条では「ソビエト社会主義共和国連邦は自身の旗、紋章、そして国璽を持つ」と定められている。翌1923年には連邦中央執行委員会によって国旗・国章を制定するための特別委員会が設置され、その中で著名な紋章学者のK・I・ドゥーニン＝ボルコフスキーは旗の中央にエスカッシャンを配したデザインを提案した。このデザインは委員会によって承認され、また海上での視認性を考慮して、黒地に鎌と槌を配したA・エヴェルリンクによる類似のデザインも提案された。しかし、赤と黒の組み合わせは喪色を連想させるとして、委員会はこのデザインを否認した。
同年7月1日にニジニ・ノヴゴロドでの式典で掲げられたのは、黄文字の «СССР» と、鎌と槌入りのカルトゥーシュを表示した、縦横比1:4の赤旗であった。

1923年7月にニジニ・ノヴゴロドで掲げられた旗

同月6日、中央執行委第1回大会第2期会議において採択された最初の憲法では、国旗と国章については次のように定められている。
中央執行委はサンプルなしに全会一致でこの条文を採択したが、実際にはこのデザインは制作困難であり、特に国章部分は細部が潰れてしまうことが判明した。また、国旗の縦横比も上記ニジニ・ノヴゴロドでの旗のように異様に横長のものが工場へ発注されはしたが、実際に制作に至ることはなかった。

1923年7月6日から11月12日までの国旗

同年11月12日、第3期中央執行委は憲法第71条の条文に次のような変更を加えた。
この修正憲法は翌1924年1月31日の第2期ソビエト大会において批准されたが、この段階に至っても国旗の具体的なイメージは示されなかった。しかし同年4月12日、『イズベスチヤ』紙は国旗の細則に関する人民委員会議の決定を次のように報じた。

1924年4月に『イズベスチヤ』紙が報じた国旗

1:2という国旗の縦横比は、ソ連領土の南北と東西への広がりを基準に定められた。

さらに同月18日、全ロシア中央執行委幹部会はカントンに関する規定を削除した国旗の修正案を承認した。その後の1936年憲法においては、国旗については次のように定められている。

1924年4月18日から1936年12月5日までの国旗

1936年12月5日から1955年8月19日までの国旗

この国旗は世界各国の共産党や共産主義国家にも影響を与えている。中華人民共和国やベトナムなどは赤地に金の星のデザインを使用し、赤い星は南イエメン、北朝鮮、ユーゴスラビア社会主義連邦共和国などの旗に使用された。また'鎌と槌やそのバリエーションである槌と斧、槌とペン、槌とコンパスなどのシンボルは社会主義諸国の国旗（東ドイツ、アンゴラ、モザンビーク）や国章、党章に使用されている。1950年代以降はソビエト連邦構成共和国でも国旗が刷新されたが（ソビエト連邦の旗一覧）、それらはすべてソ連国旗をもとに部分的に独自の色や模様を追加した旗であった。
その後、1955年8月19日の最高会議幹部会令により、「ソビエト社会主義共和国連邦の国旗に関する規則」の新版が承認された。

1955年8月19日から1980年10月23日までの国旗

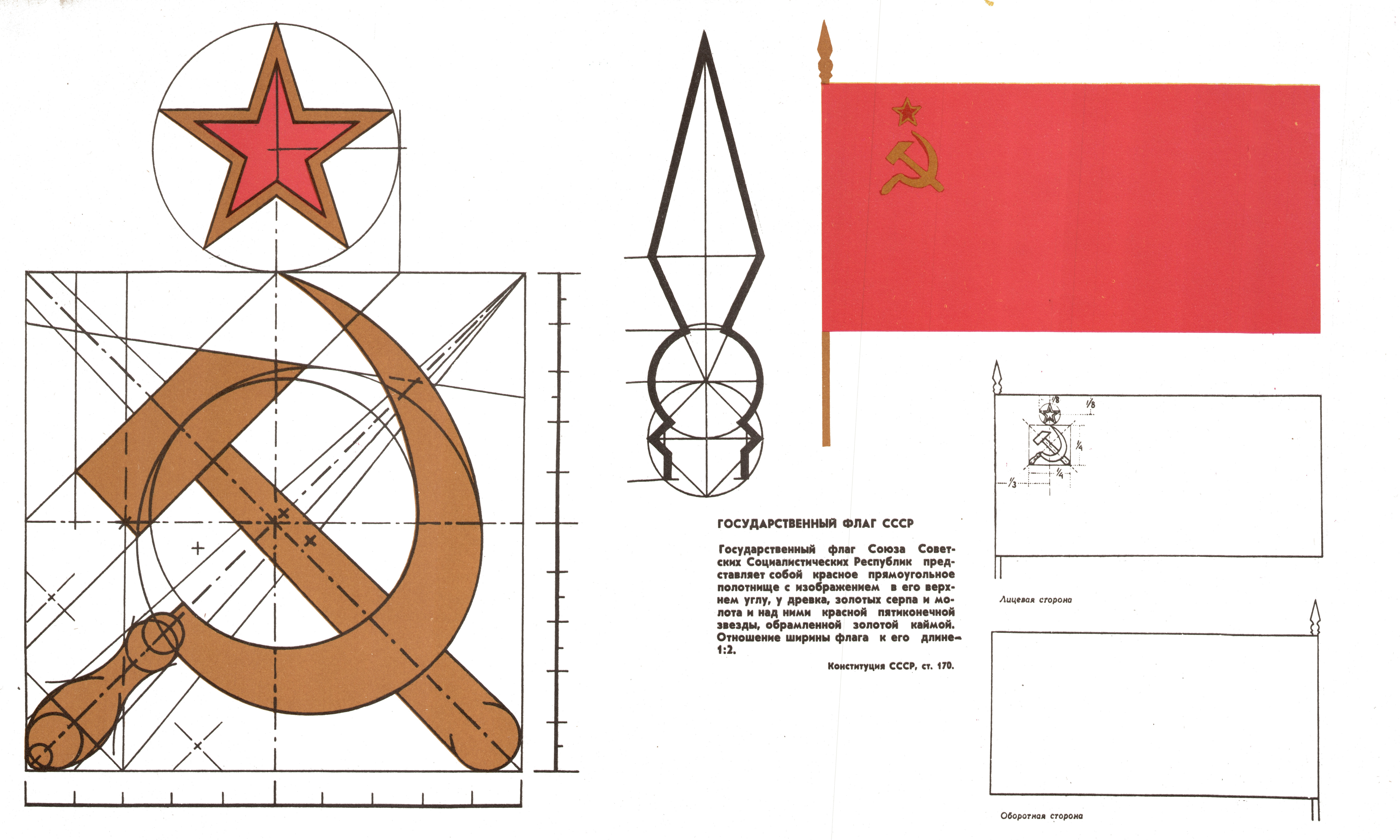
1980年10月23日からソ連崩壊までの国旗とその細則

縦横比2:3の別タイプ

この法令は同時に、国旗の公的施設における掲揚日の規則や、船尾旗としての使用規則も定めていたが、全体としては1924年の規則と同内容であった。この国旗は、その後改定された1977年憲法や1980年8月15日の新国旗法においても変更されることなく、ソビエト連邦の崩壊まで使用され続けた。
1991年12月25日のソ連崩壊を以てソ連国旗は公式の場から姿を消したが、宇宙ステーション「ミール」の船外には、技術的な理由からソ連崩壊後も1年間ソ連国旗が掲げられたままであった。

### 赤色国旗の復活

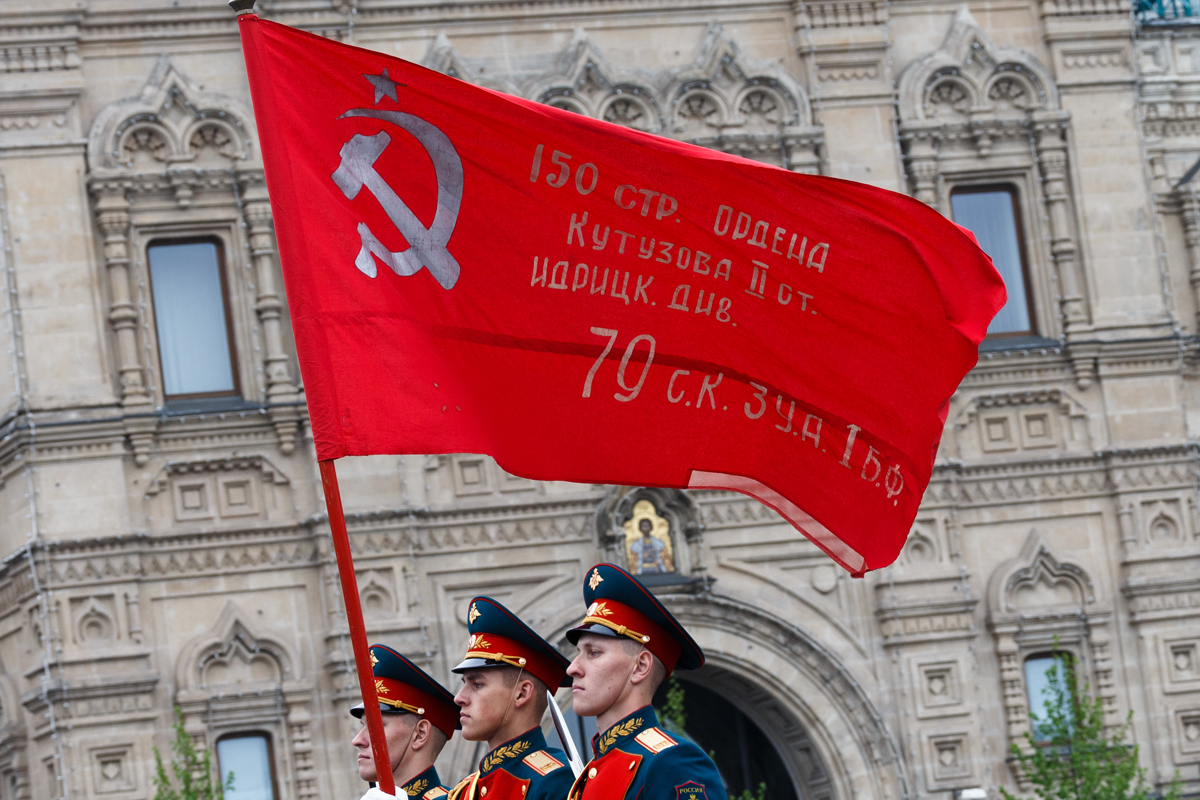
2019年の戦勝記念日パレードで翻る「勝利の旗」

東ドイツのソ連国旗

1996年4月15日、ロシア大統領ボリス・エリツィンは「勝利の旗」と呼ばれるソ連国旗に似た旗に対し、国旗と同じ格を与える大統領布告に署名した。この旗は第二次世界大戦の勝利を記念した旗で、1945年5月1日にベルリンの国会議事堂（ライヒスターク）の屋上で翻ったとされる旗（ライヒスタークの赤旗）を基にしたもので、ソ連国旗から槌と鎌を除き、赤地に黄色の星だけになったものである。祝日には「勝利の旗」はロシア国旗と並んで掲揚され、軍事パレードでも掲げられた。
またウラジーミル・プーチン大統領のもとで、「勝利の旗」はロシア陸軍の公式な旗となったが、その後は公式な存在ではなくなった。2005年にこの旗の公式な地位を定める法律が議会に上程されたが、「祖国」の議員が、実際にライヒスタークに掲げられたソ連旗ではない旗を「勝利の旗」と名乗るのは歴史を冒涜するものだという反対意見を出し、議論となった。結局、2007年にプーチン大統領はエリツィン時代の「勝利の旗」を取り下げた。
2009年現在のロシア軍旗は赤地に四方に赤い星、中央に双頭の鷲があしらわれた旗が使われている。プーチン大統領以後に「勝利の旗」と呼ばれる旗は、ライヒスタークに掲げられた旗のうち、第150狙撃兵師団が掲げたもので、ソ連国旗に白い文字で「第1白ロシア戦線・第3突撃軍・第79狙撃兵軍団・第150イドリツァ名誉称号クトゥーゾフ勲章2等受章狙撃兵師団」の略号が書かれている。これがモスクワ中央軍事博物館に永久保存されているほか、複製が軍事パレードで掲げられ、愛国教育に用いられている。

1996年に定められた「勝利の旗」
ライヒスタークの赤旗。2007年以降、「勝利の旗」と呼ばれているもの
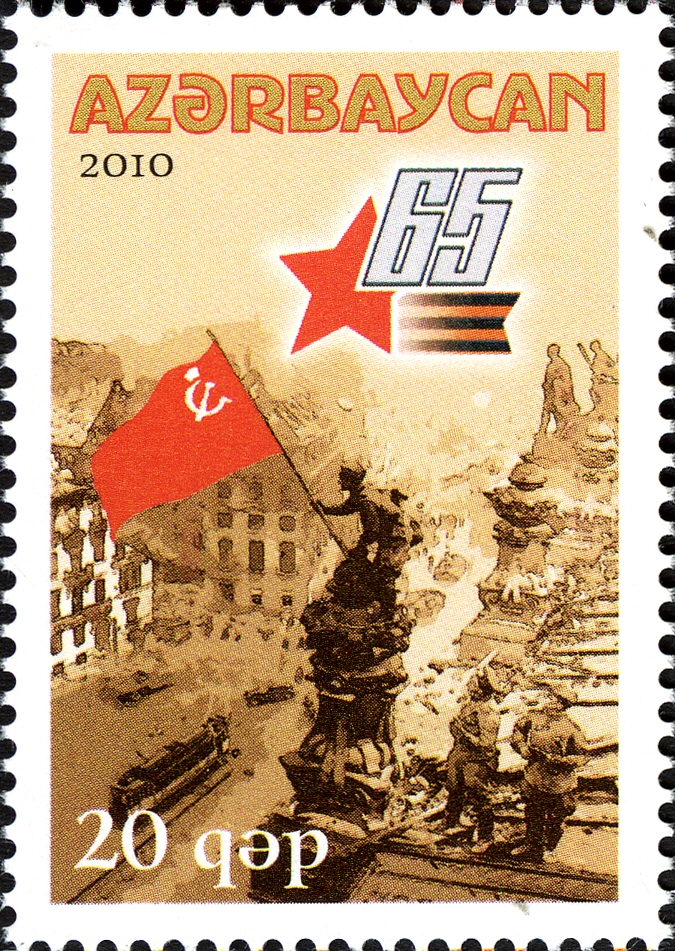
ライヒスタークの赤旗の写真をもとにした、大祖国戦争勝利65周年を記念するアゼルバイジャンの切手（2010年）
ロシア連邦軍の軍旗